# Koffing
Koffing (japanski: アーボ Dogaasu) jedan je od 1025 fiktivnih vrsta Pokémona iz medijske franšize Pokémon, skupa Pokémon videoigara, animiranih serija, manga stripova, knjiga, igraćih karata i drugih medija kojima je tvorac Satoshi Tajiri. Svrha je Koffinga u videoigrama, animiranoj seriji i manga stripovima, kao i svrha ostalih Pokémona, borba s divljim Pokémonima – neukroćenim stvorenjima koje igrači i likovi pronalaze dok kreću na razne avanture – i pripitomljenim Pokémonima drugih Pokémon trenera.

## Etimologija imena
Ime Koffing iskrivljenje je engleske riječi coughing, što znači kašljanje. 
Dogaasu je složenica od japanskih riječi 獰 dō = loše ili 毒 doku = otrov te engl. gas = plin.

## Biološke karakteristike
Koffing je okrugao Pokemon ljubičaste boje pun otrovnih plinova. Ima tup pogled i širok osmijeh koji pokazuje dva šiljata zuba u ustima. Ispod usta je bijela oznaka mrtvačke glave i prekriženih kostiju. Svoje otrovne plinove ipušta kroz nekoliko ispupčenih otvora nalik gejzirima. Hrani se plinovima koje otpušta raspad smeća, te nečistim zrakom.
Nadahnuća za Koffingov dizajn su najvjerojatnije meteoriti ili pomorske mine, s obzirom na to da može eksplodirati. Koffing je utjelovljenje smoga i onečišćenja zraka općenito, a simbol mrtvačke glave ispod Koffingovih usta se koristi u stvarnom svijetu za označavanje opasnosti od otrovnih kemikalija

## Pokédex podaci
- Pokémon Red i Blue: Zato što pohranjuje nekoliko vrsta otrovnih plinova u svome tijelu, sklon je eksplodirati bez upozorenja.
- Pokémon Yellow: Na vrućim mjestima, njegovi unutarnji plinovi bi se mogli proširiti i eksplodirati bez ikakvog upozorenja. Budite vrlo oprezni!
- Pokémon Gold:  Njegovo tanko, krhko tijelo sadrži plinove koji uzrokuju stalno šmrcanje, kašljanje i suzne oči.
- Pokémon Silver : Otrovni plinovi koje sadrži su nešto lakši od zraka, te ga drže malo iznad tla.
- Pokémon Crystal : Ako mu se tko približi dok izbacuje otrovni plin, kovitlajući plin unutar njega se može vidjeti.
- Pokémon Ruby/Sapphire : (Ruby) Ako Koffing postane uzrujan, podiže otrovnost svojih unutarnjih plinova, te ih zatim izbacuje posvuda iz svog tijela.Ovaj Pokemon može prenapuhati svoje okruglo tijelo, te zatim eksplodirati. (Sapphire): Koffing utjelovljuje otrovne tvari. Miješa toksine sa sirovim smećem kako bi pokrenuo kemijsku reakciju koja rezultira u užasno jakim Otrovnim plinom.
- Pokémon Emerald : Približavanje Koffingu će ti dati priliku promatrati kroz njegovu tanku kožu otrovne plinove koji kovitlaju unutra. Eksplodira i na najmanji podražaj.
- Pokémon FireRed : Njegovo tanko tijelo nalik balonu je napuhano užasno otrovnim plinovima. Jako smrdi kad je u blizini.
- Pokémon LeafGreen : Zato što pohranjuje nekoliko vrsta otrovnih plinova u svome tijelu, sklon je eksplodirati bez upozorenja.
- Pokémon Diamond/Pearl : Plinovi lakši od zraka u njegovom tijelu ga drže iznad tla. Plinovi ne samo što smrde, već su i eksplozivni.

## U videoigrama
Koffing je prisutan u Pokemon vili na otoku Cinnabaru, u igrama Pokémon Blue, Pokémon Red, Pokémon FireRed, Pokémon LeafGreen. U igrama Pokémon Gold, Silver i Crystal prisutan je u Spaljenom tornju te sjedištu Tima Raketa. U igrama Pokémon Ruby, Sapphire i Emerald je dostupan na Vatrenom putu.

## U animiranoj seriji
U Pokemon animiranoj seriji, Koffing je suputnik Jamesa iz Tima Raketa, te se prvi put pojavljuje u drugoj epzodi ( Pokemon hitan slučaj). Razvio se u Weezinga u 31. epizodi (Iskopajte te Diglette!). U epizodi Ulovljeni Ego! (A Poached Ego!) Jamesov Weezing i Jessiein Arbok bivaju ostavljeni da štite skupinu Koffinga i Ekansa od krivolovaca. 

## Tehnike
| Prirodne tehnike             | Prirodne tehnike | Prirodne tehnike |
| ---------------------------- | ---------------- | ---------------- |
| Tehnika                      | Vrsta tehnike    | Razina           |
| Otrovni plin (Poison Gas)    | Otrovni          |                  |
| Obaranje (Tackle)            | Normalni         |                  |
| Smog (Smog)                  | Otrovni          | 6                |
| Dimna zavjesa(SmokeScreen)   | Normalni         | 10               |
| Osiguranje(Assurance)        | Mračni           | 15               |
| Samouništenje (Selfdestruct) | Normalni         | 19               |
| Mulj(Sludge)                 | Otrovni          | 24               |
| Sumaglica(Haze)              | Ledeni           | 28               |
| Žiro lopta(Gyro Ball)        | Čelični          | 33               |
| Eksplozija(Explosion)        | Normalni         | 37               |
| Muljevita bomba(Sludge Bomb) | Otrovni          | 42               |
| Okovi sudbine (Destiny Bond) | Duh              | 46               |
| Uspomena (Memento)           | Mračni           | 51               |

## Statistike
| HP:      | 40 |  |
| Attack:  | 65 |  |
| Defense: | 95 |  |
| Special: | 60 |  |
| SpAtk:   | 60 |  |
| SpDef:   | 45 |  |
| Speed:   | 35 |  |

Statistika Special korištena je samo tijekom prve generacije; kasnije je podijeljenja na Special Attack i Special Defense statistike.